# Humor Risk
Humor Risk (o Humorisk) fue la primera, aunque nunca estrenada, película de los Hermanos Marx y aparece como perdida en el listado de Internet Movie Database (IMDb). La impresión original pudo estropearse al ser abandonada en la sala de montaje, aunque también se dice que Groucho quemó el negativo tras la desafortunada premiere ante los productores (Groucho tampoco quedó satisfecho del estreno de su primera película, Los cuatro cocos (1929), que sin embargo acabaría siendo un éxito.
Los cuatro hermanos Marx ya eran conocidos cuando hicieron este cortometraje, en la que era su primera incursión en el cine. Nunca se estrenó en las salas de cine y es la única película muda del grupo cómico; sin embargo el tipo de humor de los Marx  (especialmente verbal) no funcionaba en una película muda. Dirigida por Dick Smith (1886-1937), fue la primera película escrita por Jo Swerling (que más tarde trabajó en producciones como ¡Qué bello es vivir! o Lo que el viento se llevó). Jobyna Ralston es la protagonista femenina, aunque algunas fuentes también mencionan a Mildred Davis (posteriormente esposa de Harold Lloyd) como otra de las protagonistas.